# برایان رابلو
برایان رابلو (انگلیسی: Bryan Rabello؛ زادهٔ ۱۶ مهٔ ۱۹۹۴) بازیکن فوتبال اهل شیلی است که در لیگ برتر فوتبال شیلی برای باشگاه اوهیگینز در پست هافبک تهاجمی بازی می‌کند.
وی همچنین در تیم‌های ملی فوتبال زیر ۱۷ سال، زیر ۲۰ سال شیلی، و تیم ملی فوتبال شیلی بازی کرده‌است.